# Višprijska dolina
Višprijska dolina  (nemško Gitschtal) je občina v istoimenski gorski dolini v okraju Šmohor na avstrijskem Koroškem.

## Geografija

### Geografska lega
Občina leži v 15 kilometrov dolgi Višprijski dolini, ki je stranska dolina Gornje Ziljske doline. Dolina se razteza od Šmohorja navzgor proti severozahodu. Po dolini teče rečica Gössering, ki se izliva v Ziljo južno od Šmohorja.
Dno doline je široko povprečno en kilometer, njena nadmorska višina postopoma pada od 880 do 600 m nadmorske višine. Občinske meje na gorskih grebenih potekajo na severu po Mittagsnocku na 1508 m in na jugu (proti Gornji Ziljski dolini) do Hochwarter Höhe do 1688 m. Pokrajino na zahodu tvori pogorje Reißkofel (2371 m), pri čemer se meja občine Višprijska dolina razteza do prelaza Sattelnock (2033 m). Na vzhodu občinskega območja poteka občinska meja do golega vrha Golza (2004 m), ki se proti severu strmo spušča proti Weißenseeju.

### Naselja v občini
Občina Višprijska dolina je sestavljena iz dveh katastrskih občin: Šent Lovrenc (St. Lorenzen), in Višprije. Občina obsega naslednjih 10 naselij (v oklepaju prebivalstvo 1. januarja 2024)):
| - Studenec (Brunn) (2) - Golč (Golz) (5) - Jaderska vas (Jadersdorf) (168) - Langwiesen (6) - Lassendorf (71) | - Ledenica (Leditz) (9) - Regit (Regitt) (21) - Šentlovrenc (250) - Višprije (Weißbriach) (700) - Velika trata (Wutzentratten) (3) |

## Zgodovina
Prva dokumentirana omemba kraja v Višprijski dolini je bila vas Višprije (Weißbriach) iz leta 1331.
Ni znano ali je nemško ime glavnega naselja tj. kraja Weißbriach povezano s plemiško družino Weißbriach iz istoimenskega gradu v Lungavu, ki so bili prvotno ministeriali salzburških nadškofov. Staroslovensko poimenovanje vasi v stranski dolini Ziljske doline je gotovo udomačena popačenka originalnega nemškega naziva. Vsekakor je to območje pripadalo grofiji Lurn, ki jo je upravljala rodbina Ortenburžanov. Po izumrtju Ortenburžanov je grofija razpadla. Ozemlje so prevzeli Goriški grofje. V Ziljski in Višprijski dolini je nastalo več gospoščin. Šent Lovrenc in Višprije sta pripadala grünburškemu gospostvu.
Od 16. stoletja naprej so v Višprijski dolini kopali plemenite kovine in kasneje železovo rudo. V Gösseringgrabnu so bile kovačnice z repnim kladivom na vodni pogon, ki jih je sredi 17. stoletja kupil baron Kranz in so zagotavljali strm gospodarski vzpon vse do zaprtja v 19. stoletju.
Turizem v Višprijski dolini se je začel v drugi polovici 19. stoletja, Kneippovo zdravilišče pa je bilo zgrajeno po prvi svetovni vojni.
Današnja občina Višprijska dolina je bila sprva ustanovljena kot občina Višprije leta 1850. V okviru občinske strukturne reforme sta bili prej neodvisni občini Višprije in Šent Lovrenc v Višprijski dolini leta 1973 združeni v občino Višprijska dolina.

## Prebivalstvo
Po popisu prebivalstva leta 2001 je imela občina Višprijska dolina 1.321 prebivalcev. 58,1 % prebivalcev se je prištevalo k evangeličanom, 38,8% pa k rimokatoličanom.

## Gospodarska dejavnost
Intenzivno rudarjenje je v regiji potekalo od 13. do 16. stoletja. Zlato, srebro in železova ruda so bile glavne rudarske surovine. Danes je les prevzel mesto najpomembnejšega izdelka. Prebivalstvo živi pretežno od turizma in kmetijstva. Turistični koncept se osredotoča predvsem na pohodnike in smučarje ter tekače na smučeh, željne sprostitve. Število prenočitev je v 2019 znašalo 144.000. Turizem ima dve sezoni z vrhuncem februarja in avgusta.

## Znane osebe povezane z Višprijami (Weißpriach)
- Ulrich von Weißbriach († 1501/1503), Deželni glavar Vojvodine Koroške od 1489 do 1501
- Johann Koplenig (1891–1968), sopodpisnik Deklaracije o neodvisnosti in vodilni član začasne državne vlade od aprila do decembra 1945, 20 let partijski vodja KPÖ , rojen v Jadrski vasi (Jadersdorfu)

## Znamenitosti v občini
- Katoliška župnijska cerkev Višprije iz 1331 z zvonom iz 15. stoletja